# Terme di Cluny
Le Terme di Cluny sono le rovine dei bagni termali gallo-romani che si trovano nel cuore del V arrondissement di Parigi, e che sono inglobate nel Musée national du Moyen Âge - Thermes et Hôtel de Cluny.

## Struttura

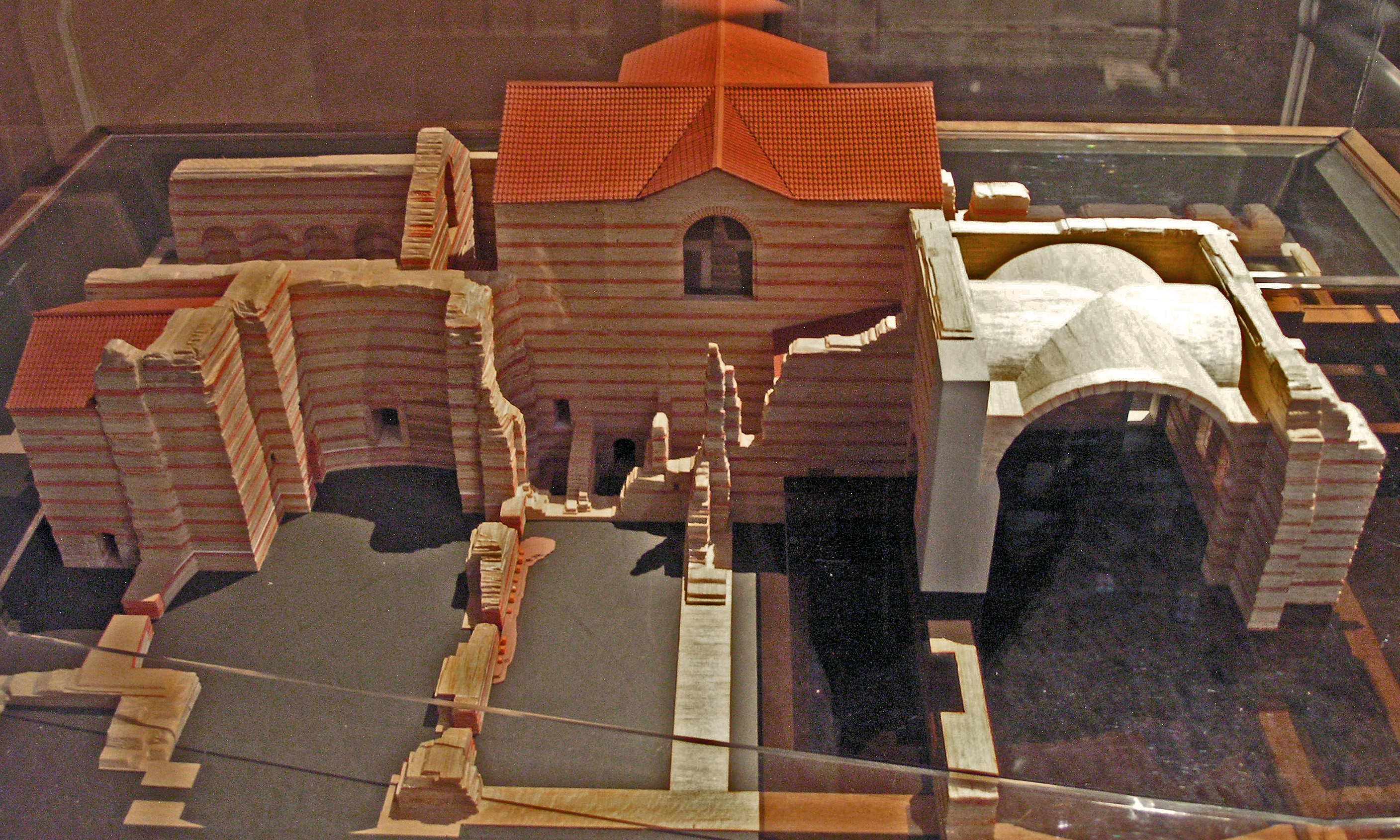
Modello delle Terme di Cluny che mostra i più rilevanti elementi. Al centro c'è il frigidarium, a sinistra il tepidarium, a destra il calidarium. Boulevard Saint-Michel forma il confine sinistro del modello e Boulevard Saint-Germain quello in alto.

Le attuali rovine delle terme costituiscono solo un terzo del massiccio complesso termale che si ritiene sia stato costruito verso la fine del II secolo d.C. e l'inizio del III. Lo spazio meglio conservato è il frigidarium, con elementi architettonici intatti, come volte, costole e mensole e frammenti di pittura murale decorativa originale e mosaici. È l'unica sala romana presente in Francia e misura 20 metri per 11,5 e 14 d'altezza.

## Storia

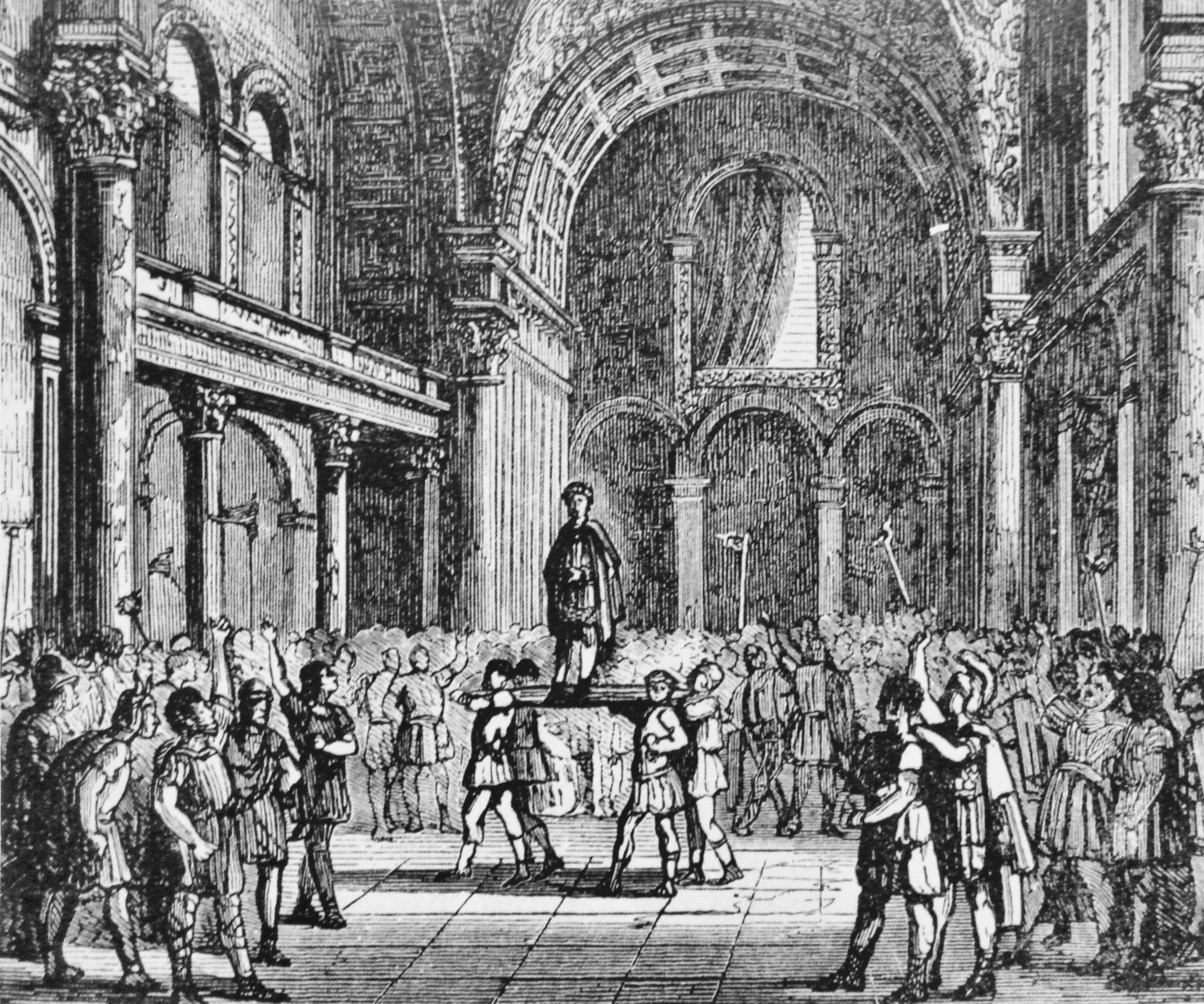
Flavio Claudio Giuliano incoronato imperatore romano alle Terme di Cluny, nel febbraio 360.

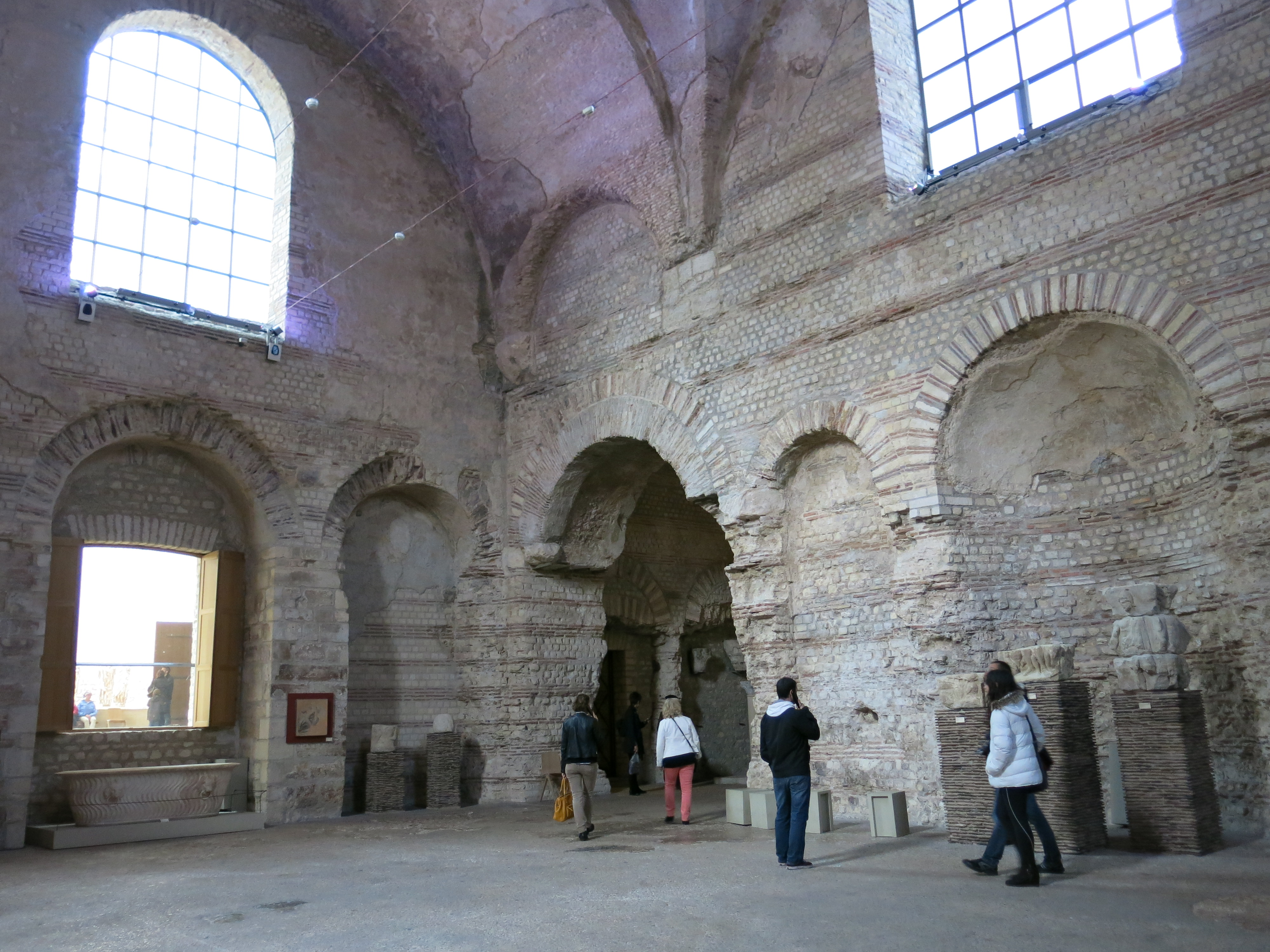
Il Frigidarium.

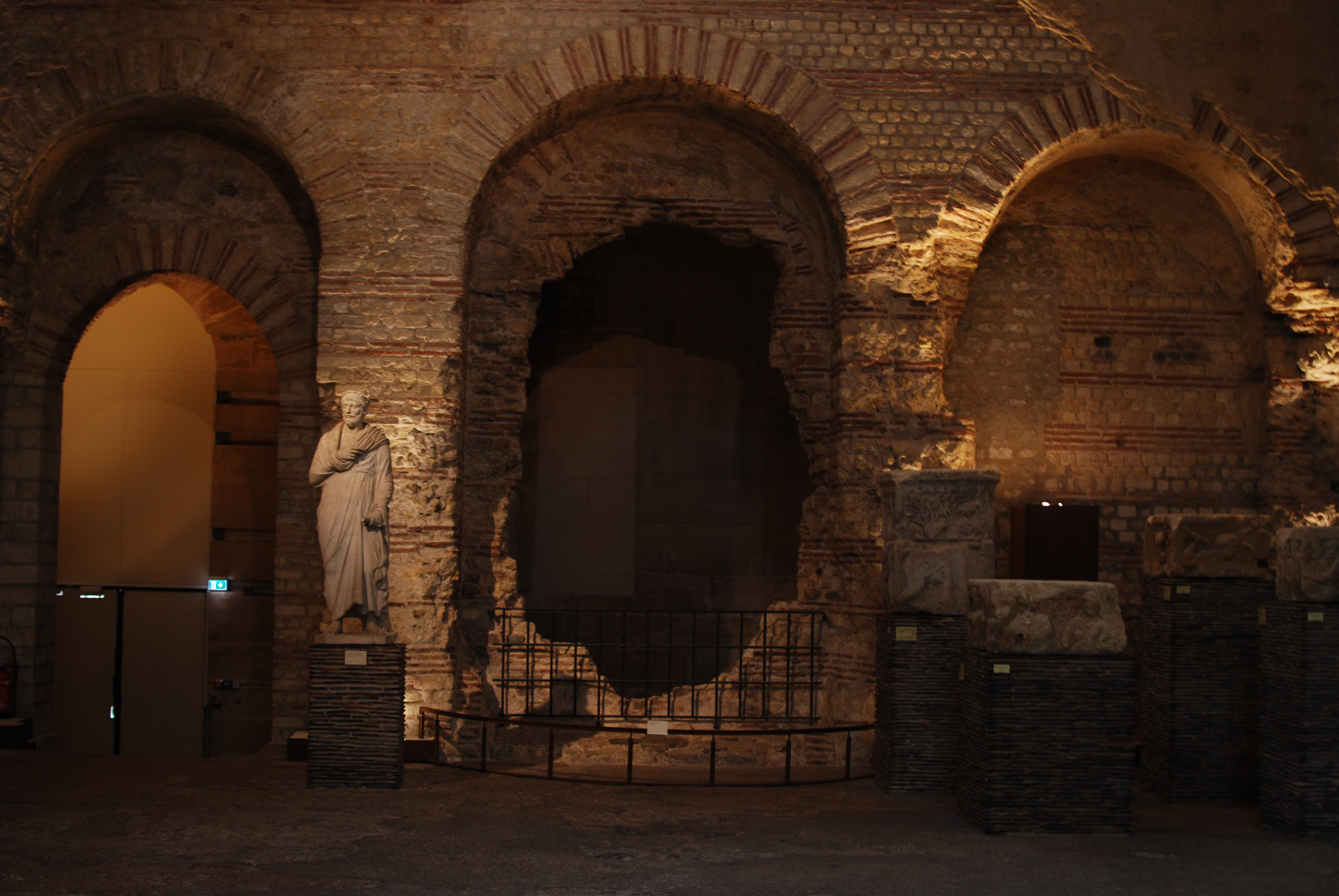
Particolare del Frigidarium.

Le terme di Lutetia, dette terme di Cluny, furono costruite verso la fine del II secolo o all'inizio del III secolo d.C. sulla riva sinistra della Senna, all'incrocio del cardo e del decumano di Lutetia. Si ritiene che il complesso termale sia stato costruito dalla potente confraternita dei battellieri della Lutetia del III secolo, dall'evidenza del fatto che le mensole su cui poggiano le volte a botte, siano fatte a forma di prua di nave. 
Come tutte le terme romane, anche queste erano aperte al pubblico e sono considerate, in parte, un mezzo di romanizzazione dell'antica Gallia. 
Tuttavia al tempo Parigi non aveva delle fortificazioni urbane, e la città e quindi le terme, furono facile preda delle incursioni barbariche che apparentemente distrussero il complesso termale verso la fine del III secolo d.C.. Una prima probabile distruzione ci fu già con l'invasione dei Franchi e degli Alemanni nel 275.
Nel VI secolo, Venanzio Fortunato, descrive le terme denominandole di arx celsa (gran palazzo), come residenza del re Childeberto I, re di Parigi dal 511 al 558. La vedova, la regina Ultrogota, vi risiederà ugualmente con le figlie, come riportato nel De horto Ultrogothonis.
Ci furono probabilmente distruzioni durante i numerosi assedi e incendi dei Vichinghi, del 845, 856, 861 e del 885-886. Infine l'assedio d'Ottone II nel 978, che incendiò parte sud della città.
La descrizione delle terme di Jean d'Hauville (1150?-1200?) nel suo poema Architrenius (capitolo 8, De aula in montis vertice constituta), ci illustra il "palazzo dei re", la cui...
(Jean d'Hauville, Architrenius (capitolo 8, De aula in montis vertice constituta))
Il palatium de Terminis era proprietà di Simon de Poissy (Simonis de Pissiaco) nel marzo 1218. Quando il re Filippo Augusto dà in possesso perpetuo la Montagna di Santa Genoveffa al suo ciambellano, Henri le concierge (Henrico Consergio) come ricompensa dei suoi servizi, la proprietà comprendeva anche le terme. Con la costruzione della prima cinta muraria di Parigi, si utilizzarono alcune parti delle terme come cava di materiali da costruzione.
Il palais des Thermes e le sue dipendenze sono acquistati nel 1340 da Pierre de Châtelus, abate di Cluny per il suo ordine. Gli abati di Cluny costruiscono il loro Hôtel sulle terme e una parte degli ambienti termali fu usata come un fienile. L'hôtel de Cluny venne ricostruito nell'aspetto attuale tra il 1485 e il 1510.
La sala centrale, che era stata utilizzata come fienile nel 1456, fu occupata nel 1691 dalle scuderie e dalle rimesse delle diligenze per Chartres e Laval. Un affitta-carrozze vi si installa verso il 1750, poi un albergatore, e dai bottai Falaise e Garnier dal 1781.
Abbandonato e danneggiato durante la Rivoluzione francese, venne recuperato con l'inizio di scavi, nel 1819 per volere di Luigi XVIII. Nel 1843 tutto il complesso (con l'Hôtel de Cluny) fu acquistato dallo Stato che lo aprì al pubblico nel 1844 come Museo.

## Descrizione e collezioni

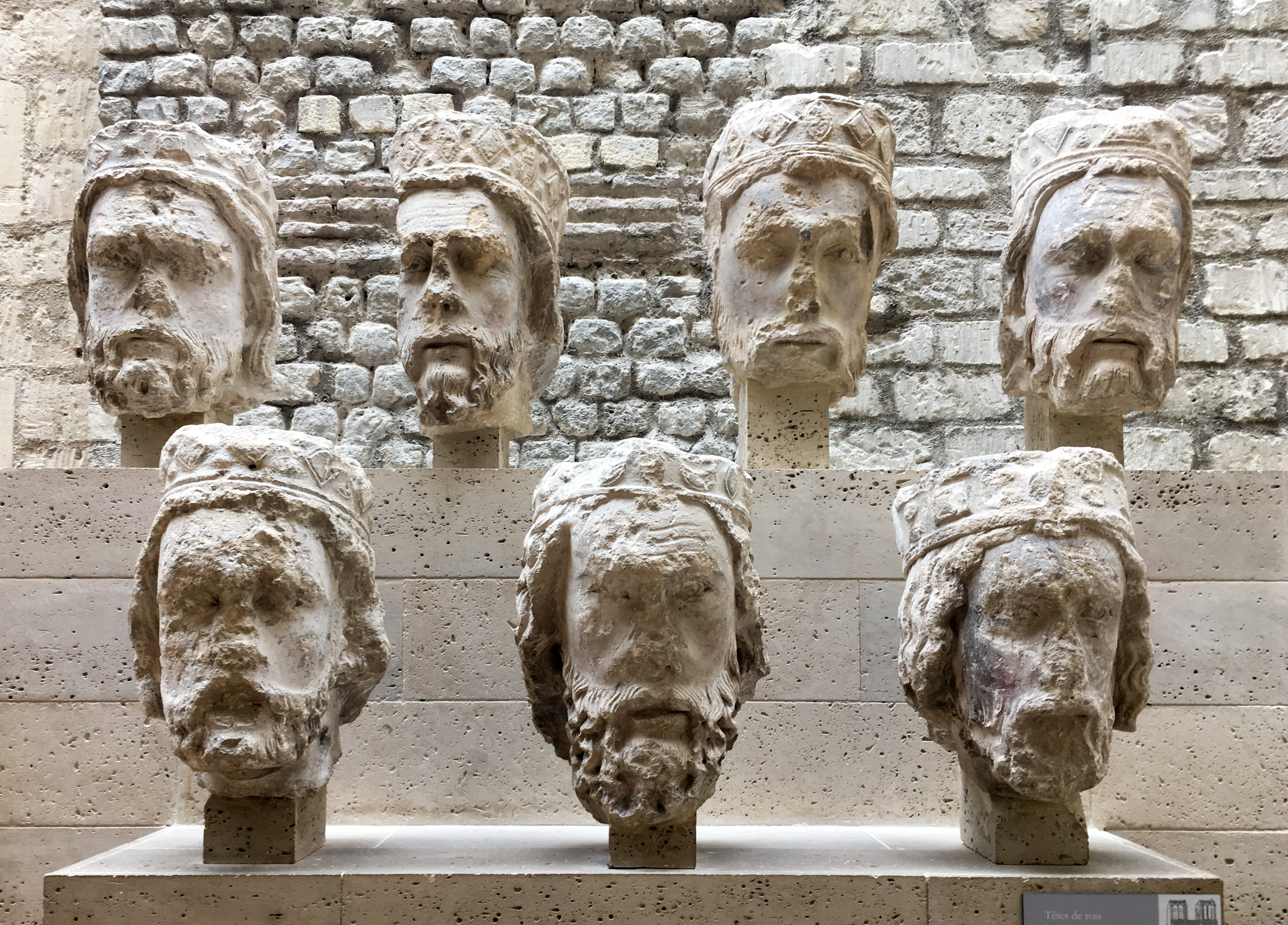
Alcune Teste dei Re.

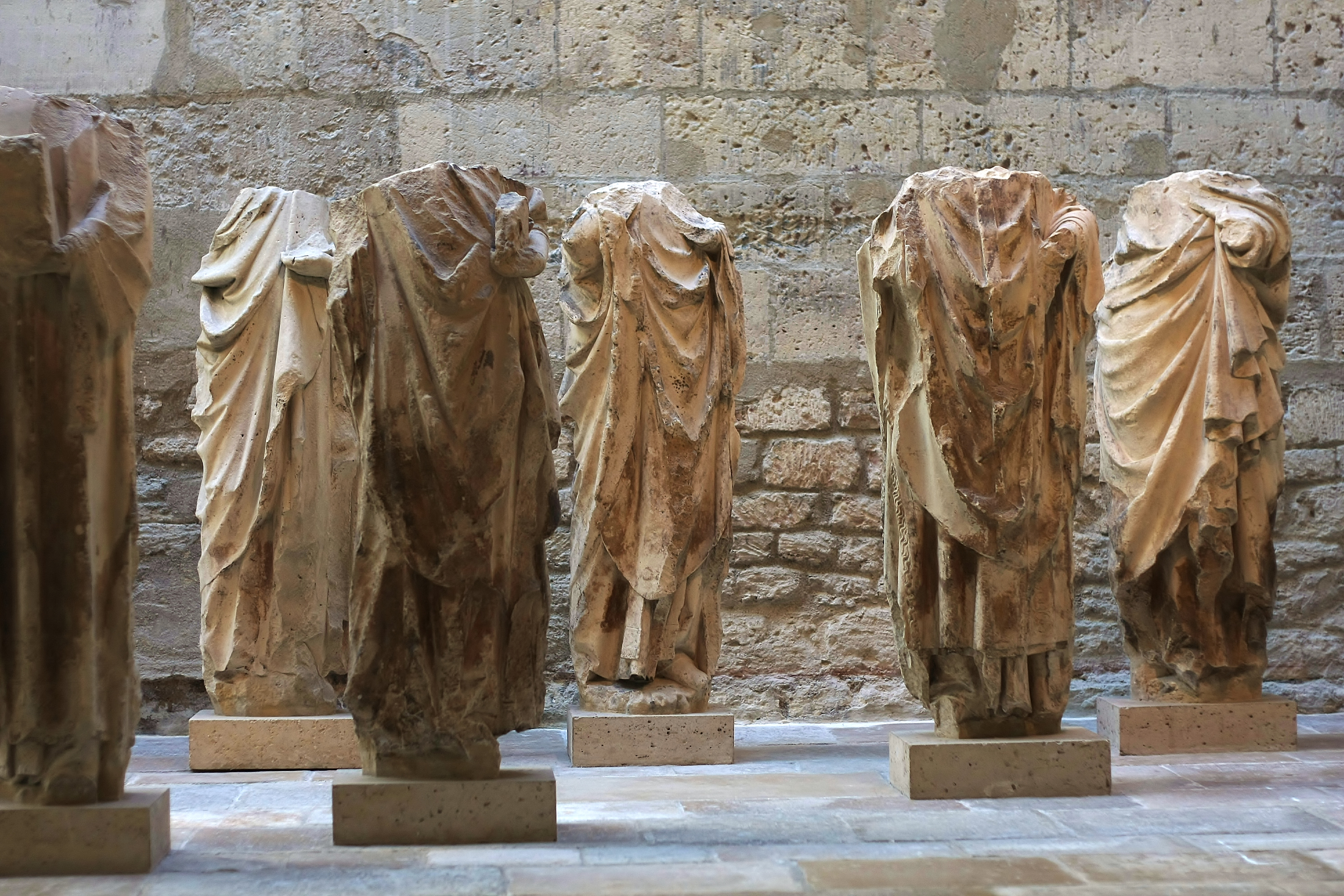
Le statue originali dei Re di Giudea provenienti da Notre-Dame.

Il complesso termale si compone di tre ambienti principali: il Frigidarium, abbastanza integro, e le rovine del Caldarium e del Tepidarium.
Oggi è ora parte di un sito archeologico ed è incluso nel Musée national du Moyen Age et des Thermes de Cluny, e per questo motivo ospita sculture o murature ritrovate in varie occasioni a Parigi.
Lo spettacolare Frigidarium è una sala rettangolare coperta da volta a botte. Accoglie il prezioso Pilastro dei nauti, dedicato a Giove e forse proveniente da un tempio a lui dedicato. Venne realizzato dalla potente corporazione dei battellieri, da cui il nome, nel I secolo d.C.
Anche se in parte modificati dai restauri e dal riuso nel corso dei secoli, diversi altri spazi del complesso termale , in particolare il Gymnasium, ora ospitano le collezioni museali. Fra esse spiccano i busti e le teste delle statue originali provenienti dalla Galleria dei Re (di Giudea) della facciata di Notre-Dame; quelle statue decapitate al tempo della Rivoluzione in quanto ritenute raffiguranti i Re di Francia.